# Casa Montoliu (Tremp)
La Casa Montoliu és una obra de Tremp (Pallars Jussà) protegida com a Bé Cultural d'Interès Local.

## Descripció
L'edifici, popularment conegut com a Casa Montoliu, està situat al centre del nucli urbà de Termp. És una construcció de quatre nivells d'alçada, planta baixa i tres pisos, i destaca la utilització de carreus regulars, ben treballats, en la planta baixa o emmarcant el frontis.
Destaquen les obertures del primer i segon pis, emmarcades per cornises motllurades en el seu intradós, així com la gran balconada correguda del primer pis que compta amb una barana de ferro de disseny elaborat.

## Història
Tot i no existir referències documentals respecte a la construcció de l'edifici, es pot suposar que fou aixecat a les darreries del segle xix i principis del segle xx, perquè el local comercial, Casa Montoliu, fou fundat l'any 1903.